# اوک هیل (نیویورک)
اوک هیل (به انگلیسی: Oak Hill) یک منطقهٔ مسکونی در ایالات متحده آمریکا است که در شهرستان گرین، نیویورک واقع شده‌است. اوک هیل ۱۹۶ متر بالاتر از سطح دریا واقع شده‌است.